# 신큐다이가쿠마에역
신큐다이가쿠마에역 (신큐대학앞역)(일본어: 鍼灸大学前駅, しんきゅうだいがくまええき)은 일본 교토부 난탄시에 있는 서일본 여객철도의 철도역이다.

## 역 구조
단식 1면 1선 구조의 지상역으로, 정류소로 취급되고 있다. 니시마이즈루역이 관리하는 무인역이다.

## 역세권 정보
- 메이지 국제의료대학, 메이지 침구대학 의료기술 단기대학부·부속 병원

## 역사
- 1996년 3월 16일 - 산인 본선 소노베역 ~ 아야베역 사이의 전철화와 동시에 개업.
- 2021년 3월 13일 - 교통카드 ICOCA의 사용이 개시될 예정이다.

## 인접역
| 서일본 여객철도 산인 본선 | 서일본 여객철도 산인 본선 | 서일본 여객철도 산인 본선       |
| ------------------------- | ------------------------- | ------------------------------- |
| 히요시 교토 방면          | ■ 산인 본선               | 고마 기노사키온센·하마사카 방면 |